# Oscar Wirth
Oscar Raúl Wirth Lafuente (ur. 5 listopada 1955 w Santiago) – piłkarz chilijski grający na pozycji bramkarza.

## Kariera klubowa
Karierę piłkarską Wirth rozpoczął w klubie CD Universidad Católica. W 1973 roku zadebiutował w jego barwach w chilijskiej Primera División. W 1979 roku odszedł z Universidad do innego stołecznego klubu, CSD Colo-Colo i w tym samym roku wywalczył z nim mistrzostwo Chile. W 1981 roku przeszedł do Cobreloi, a w 1982 roku został z nim mistrzem kraju. W tym samym roku zmienił klub i został piłkarzem Evertonu z miasta Viña del Mar. Z kolei w latach 1983-1985 bronił w Club Universidad de Chile.
W 1985 roku Wirth trafił do Europy i jego pierwszym klubem na tym kontynencie był niemiecki Rot-Weiß Oberhausen. W 1986 roku odszedł z niego do Realu Valladolid, ale w Primera División rozegrał tylko 11 spotkań przez 2 lata. W latach 1988–1989 był piłkarzem Independiente Medellín z Kolumbii, a w 1990 roku wrócił do pierwotnego klubu, Universidadu Católica. W 1991 roku zdobył z nim Copa Chile. Karierę piłkarską zakończył w 1994 roku jako zawodnik peruwiańskiej Alianzy Lima.

## Kariera reprezentacyjna
W reprezentacji Chile Wirth zadebiutował 24 czerwca 1980 roku w przegranym 1:2 towarzyskim spotkaniu z Brazylią. W 1982 roku został powołany przez selekcjonera Luisa Santibáñeza do kadry na Mistrzostwa Świata w Hiszpanii. Tam był rezerwowym dla Mario Osbena i nie rozegrał żadnego spotkania. W swojej karierze był też w kadrze na Copa América 1979 i 1989. Od 1980 do 1988 roku rozegrał w kadrze narodowej 12 spotkań.